# دنيس كاريل
دنيس كاريل (بالإنجليزية: Dennis Caryl)‏ هو مدير فني أمريكي، ولد في 31 أغسطس 1942.